# William Blackett (1er baronnet)
William Blackett, 1er baronnet (mai 1621 - 16 mai 1680) est un homme d’affaires qui fonde une entreprise commerciale et industrielle à Newcastle et un homme politique siégeant à la Chambre des communes de 1673 à 1680.

## Jeunesse
Il est le troisième fils de William Blackett et de sa femme Isabella Crook. Il est né à Gateshead. Son père est un homme d’affaires prospère chez Jarrow and Gateshead et se retire à Hoppyland, dans le comté de Durham. Blackett est apprenti chez un commerçant à Newcastle en 1636 et devient commerçant marchand avec le Danemark.

## Carrière
Il est membre des Merchant Adventurers à Newcastle en 1645 et devient freemen en 1646. Il est conseiller de Newcastle en 1648. En 1653, il est membre de la Eastland Company et des Hostmen de Newcastle-upon-Tyne. Il ne joue aucun rôle apparent dans la guerre civile anglaise ni dans la vie politique jusqu'au temps de la Restauration.
Il est commissaire de la milice en mars 1660 et capitaine de la milice à pied en avril 1660. D'août 1660 à 1661, il est commissaire à l'évaluation pour Newcastle. Il est élu shérif de Newcastle de 1660 à 1661, alors qu'il est décrit comme "un homme loyal, très aimé et apte à remplir ses fonctions". De 1661 à sa mort, il est échevin de Newcastle. Il est gouverneur de la compagnie Hostman's Company de 1662 à 1664 et maire de Newcastle de 1666 à 1667. Au cours de cette année-là, il apaise une émeute au sujet des impôts. De 1667 à 1669, il est à nouveau gouverneur de la compagnie Hostman's et commissaire chargé de l'évaluation pour Newcastle de 1667 jusqu'à sa mort.
Il est également intéressé dans les mines de charbon et de plomb, ayant "acquis une très grande fortune grâce au produit de ses mines." Il investit énormément dans le bassin minier local et dépense une fois 20 000 £ pour tenter de vider une fosse inondée. On pense qu'il a accru sa fortune en achetant des terres dans les années 1660 et 1670. Il est conseiller commercial auprès de Charles Howard (1er comte de Carlisle). De 1669 à sa mort, il est sous-fermier de mines de charbon. Il devient sous-lieutenant du comté en 1670. En 1672, il est impliqué dans un conflit avec les fonctionnaires des douanes locales en tant que membre du syndicat qui loue les droits d'exportation du charbon à Lord Townshend pour 3 200 £ par an. Il est juge de paix pour le Northumberland de 1673 jusqu'à sa mort.
En 1673, il est élu député de Newcastle-upon-Tyne au Parlement cavalier. Il est créé baronnet neuf jours plus tard, le 12 décembre 1673, et les droits d'enregistrement sont remis "en contrepartie de ses bons services". Il est commissaire chargé de l'évaluation des comtés de Durham et de Northumberland de 1677 jusqu'à sa mort et commissaire chargé du transport de charbon pour le port de Newcastle en 1679. Il conserve son siège à Newcastle lors des deux élections de 1679.
Il est mort à l'âge de 61 ans environ et est enterré à l'église St Nicholas, à Newcastle.

## Famille
Il se marie le 10 juillet 1645 à Hamsterley avec Elizabeth Kirkley, fille de Michael Kirkley, marchand de Newcastle. Elle est décédée le 7 avril 1674 et est enterrée à l'église St Nicholas de Newcastle. Il se remarie à Margaret Rogers, veuve du capitaine John Rogers et fille de Henry Cock de Newcastle. Son fils de son premier mariage, Edward à qui il lègue une fortune considérable, lui succède. Il lègue également une fortune à son troisième fils, William Blackett (1er baronnet, 1657-1705), qui acquiert le domaine de Wallington Hall.